# Nostromo (chasma)
Pour les articles homonymes, voir Nostromo (homonymie).
Le chasma Nostromo est un chasma présent à la surface de Charon, un satellite de Pluton, nommé d'après le vaisseau Nostromo.